# Pegi Young

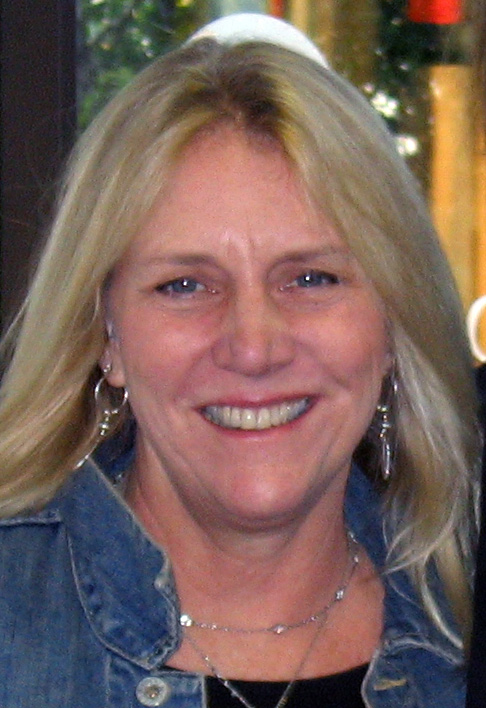
Pegi Young (1992)

Pegi Young (* 1. Dezember 1952 als Margaret Mary Morton in San Mateo (Kalifornien); † 1. Januar 2019 in Mountain View (Santa Clara County, Kalifornien)) war eine US-amerikanische Sängerin und Songwriterin.

## Leben
1974 arbeitete sie als Kellnerin in einem Restaurant, wo sie Neil Young kennen lernte, dessen Ranch in der Nähe lag. 1978 heirateten sie. Aus der Ehe stammt ein Sohn (* 1978) und eine Tochter (* 1984), die als bildende Künstlerin arbeitet.
1983 begleitete sie ihren Mann als Background-Sängerin auf der Rockabilly Shocking Pinks Tour als Mitglied von The Pinkettes. Auch bei der Oscar-Verleihung 1994 unterstützte sie ihren Mann mit ihrem Gesang. Die Youngs traten auch bei mehreren ihrer jährlichen Benefizkonzerte der von ihnen gegründeten Bridge School auf. Auf der 2000er-Tour war Young wieder mit ihrem Ehemann unterwegs.
2007 veröffentlichte sie ihr Debütalbum Pegi Young, das sie im Heimstudio auf der Broken Arrow Ranch aufgenommen hatte. Es folgten die Alben Foul Deeds (2010) und Bracing for Impact (2011). Sie tourte und trat mit ihrer Band The Survivors auf, darunter Spooner Oldham am Klavier und Rick Rosas am Bass.
Im Juli 2014 reichte Neil Young nach 36 Ehejahren die Scheidung von Pegi ein.
Pegi Young starb am 1. Januar 2019 im Alter von 66 Jahren in Kalifornien an Lungenkrebs.

## Diskografie
- 2007: Pegi Young
- 2010: Foul Deeds
- 2012: Bracing for Impact (mit The Survivors)
- 2014: Lonely in a Crowded Room (mit The Survivors)
- 2016: Raw (mit The Survivors)